# Романова Тетяна Олександрівна
Тетя́на Олекса́ндрівна Рома́нова (1984—2022) — молодuий сержант Збройних сил України учасниця російсько-української війни.

## З життєпису
Медик за фахом, Тетяна, підписала контракт на службу в ЗСУ у 2016 році. З серпня 2021 року перебувала у складі 503 ОБМП у зоні ООС.
З першого дня повномасштабного російського вторгнення Таня, як і більшість військових медиків, мужньо виконувала завдання на передовій. Під щільними обстрілами надавала допомогу бійцям в окопах, аби врятувати життя українським захисникам.
Побратими тепло говорять про Тетяну: «Скільки пам'ятаю Танюшку — вона завжди посміхалась… була справжнім „Світлячком“ у житті …але долі судилося бути саме такою…»
19 квітня 2022 року під час бойових дій поблизу с. Новопіль Донецької області загинула внаслідок вибухової травми.
Без Тетяни лишились донька і мама.

## Нагороди та вшанування
За особисту мужність і героїзм, виявлені у захисті державного суверенітету та територіальної цілісності України, вірність військовій присязі під час російсько-української війни, відзначена — нагороджена
- орденом «За мужність» III ступеня (посмертно)[1]